# Sans Bois (rivière)

Localisation du comté de Haskell dans lequel la rivière Sans Bois se jette dans la rivière Arkansas.

La rivière Sans Bois (en anglais : Sans Bois Creek) est un cours d'eau qui coule dans l'État de l'Oklahoma. Il est un affluent de la rivière Arkansas et donc un sous-affluent du Mississippi. Elle coule le long des monts Sans Bois dans le massif des montagnes Ouachita.

## Géographie
La rivière Sans Bois prend sa source dans le comté de Pittsburg près de la localité de Quinton dans la région des monts Sans Bois dans l'Oklahoma.
La rivière s'écoule vers l'Est, au Nord de la forêt nationale d'Ouachita, vers sa confluence avec la rivière Arkansas au niveau du lac de barrage Robert S. Kerr dans le comté de Haskell.

## Histoire
La toponymie française date de l'arrivée de plusieurs explorateurs français et coureurs des bois canadiens-français, qui sont passés dans cette région occidentale de la Louisiane française et ont atteint Santa Fé; Pierre Antoine et Paul Mallet (1739), Satren (1749], et Chapuis (1752).  L'explorateur Pierre Vial découvrit la Piste de Santa Fe en 1792. 